# Кантагуфо (Кјети)
Кантагуфо (итал. Cantagufo) је насеље у Италији у округу Кјети, региону Абруцо.
Према процени из 2011. у насељу је живело 210 становника. Насеље се налази на надморској висини од 525 м.